# John Harle
John Harle (Newcastle upon Tyne, 20 settembre 1956) è un sassofonista e compositore inglese.
È considerato uno dei più grandi sassofonisti classici moderni con più di 25 CDs tra concerti con orchestra e recitals, al fianco delle più importanti orchestre del mondo.

## Biografia
Nel 1989 è diventato docente di sassofono e musica da camera alla Guildhall School of Music and Drama di Londra.
Nel 1995 viene reso celebre dalla sua eccellente interpretazione in prima esecuzione assoluta di Panic di Birtwistle.
Nel 1996 ha eseguito una propria composizione, Terror and Magnificence, insieme a Elvis Costello e al soprano Sarah Leonard.
Tra le successive prime esecuzioni vi sono anche Total Eclipse di John Tavener, The Fall of Jerusalem di Muldowney, The Same Dog di Talbot e il Concerto per sassofono di Beamish.
Nel 1998 è stata eseguita la sua opera Angel Magick (su libretto di Pountey); nel 2001 ha diretto una prima esecuzione di una colonna sonora per People on Sunday, un film muto del 1929, mentre nel 2002 ha suonato in prima esecuzione il suo Concerto per sassofono. Dal 2008 risiede al Chester Summer Music Festival.
Agli BBC London Proms del 2000, ha eseguito in prima assoluta The Little Death Machine, uno dei più famosi concerti per sassofono da lui scritti.
Ha lavorato con direttori come Riccardo Chailly, Andrew Davis, Neville Marriner, Franz Welser-Möst e suona regolarmente con Rodney Bennett, John Lenehan e Steve Lodder. Tra le sue innumerevoli collaborazioni vi sono anche Willard White, Herbie Hancock, il Quartetto Brodsky e i Guildhall Strings. È padre di Danny L Harle, anch'egli musicista.

## Composizioni
Nel corso della propria carriera John Harle ha scritto oltre 35 opere per sassofono e orchestra e più di 100 partiture per televisione.
- 1980 – Foursquare
- 1992 – The Shadow of the Duke
- 1995 – The Golden Demon
- 1996 – Terror and Magnificence
- 1997 – Angel Magick
- 1998 – Silencium Suite
- 2002 – The Little Death Machine
- 2004 – The Ballad of Jamie Allan
- 2009 – City Solstice

## Riconoscimenti
John Harle ha vinto un premio della Royal Television Society per la musica della serie televisiva Testimoni silenziosi (Silent Witness) e ricevendo una nomination per Defence of the Realm, Summer in the Suburbs e The Commando.